# Ruta Provincial 48 (Buenos Aires)
La Ruta Provincial 48 es una carretera de 30 km de extensión ubicada en la provincia de Buenos Aires, Argentina.
La ruta se encuentra junto a las vías del ramal Merlo-Lobos del Ferrocarril Domingo Faustino Sarmiento.
Toda su extensión es camino de tierra.

## Localidades y parajes que atraviesa
- Partido de General Las Heras: General Las Heras,
- Partido de Lobos: Empalme Lobos, Lobos, Zapiola